# Magnetoquímica
La magnetoquímica és una branca de la química física que estudia del comportament magnètic de les substàncies químiques sotmeses a l'acció d'un camp magnètic.
Hom empra la magnetoquímica en l'estudi dels complexos de coordinació dels metalls de transició, molts dels quals són paramagnètics perquè tenen electrons desaparellats. Les mesures de susceptibilitat magnètica permeten calcular el moment magnètic de l'àtom del metall i la qual cosa subministra informació sobre l'enllaç en el complex.

## Història
Antigament, només els compostos amb ordenament magnètic exhibien fenòmens prou intensos per a ser observats. Per tant, els primers compostos magnèticament interessants eren típicament sòlids inorgànics, metalls com el ferro, o òxids metàl·lics com la magnetita, als quals és difícil fer modificacions químiques controlades.

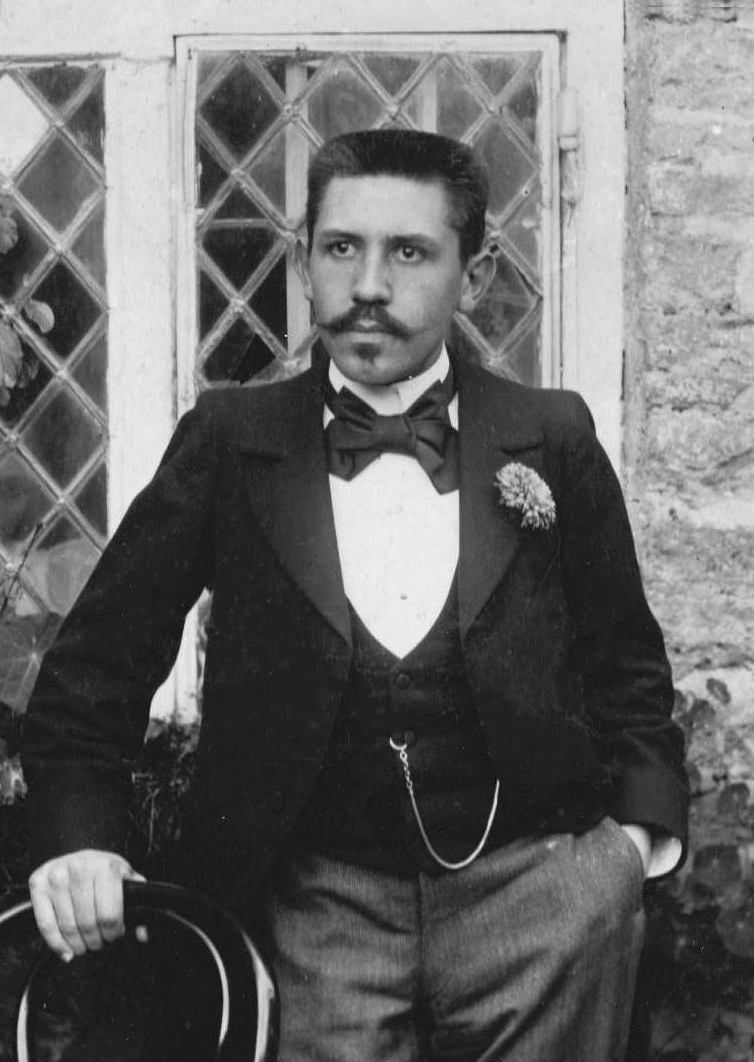
Paul Langevin, a Cambridge el 1897

A la fi del segle xviii i principis del XIX, els estudis previs al començament de la magnetoquímica com a tal es limitaven a l'estudi dels efectes dels camps magnètics sobre les reaccions químiques, anàlogament a l'electroquímica (o, salvant les distàncies, la termoquímica i la fotoquímica). Es considera que l'inici de la magnetoquímica, tal com es coneix avui, tingué lloc al voltant de 1905 quan el físic francès Paul Langevin (1872-1946) desenvolupà un model microscòpic per explicar el diamagnetisme i el paramagnetisme que se segueix estudiant avui en dia, mentre que el químic alemany Wilhelm Klemm (1896-1985) participà de forma decisiva en completar les bases de la disciplina.
El desenvolupament de mètodes físics per obtenir informació magnètica precisa, bé termodinàmics, com el magnetòmetre -amb la balança de Gouy a principis del segle XX- bé espectroscòpics com la ressonància d'espín electrònic, ja a mitjan segle, fou crucial per al progrés de la disciplina. També a principis del segle XX es feren les mesures sobre compostos diamagnètics que van permetre la confecció de les taules de Pascal, que encara es fan servir ocasionalment per corregir mesures de susceptibilitat magnètica. Des del punt de vista teòric, es desenvolupà el model hamiltonià de bescanvi de Heisenberg-Dirac-van Vleck i l'equació de van Vleck. Aquestes són dues eines fonamentals per a la racionalització de les propietats de paramagnets senzills. La primera introdueix el bescanvi magnètic com un paràmetre, el signe defineix el caràcter ferro- o antiferromagnètic de la interacció i el valor absolut és directament proporcional a la diferència d'energia entre els diferents nivells magnètics. La segona permet calcular la susceptibilitat magnètica per a qualsevol temperatura de forma senzilla si es coneixen les diferències d'energia i el valor del moment magnètic dels diferents nivells magnètics. El progressiu avanç en la comprensió de la mecànica quàntica permeté el desenvolupament de models predictius, com les regles de Goodenough-Kanamori que relacionen el caràcter de la interacció magnètica depenent de l'ompliment dels orbitals participants.
Un científic al qual s'ha atribuït el protagonisme en l'evolució de la disciplina des de la magnetoquímica fins al magnetisme molecular durant les últimes dècades del segle XX fou el químic francès Olivier Kahn (1942-1999) fins al punt que hi ha una medalla bianual a científics joves dedicada a la seva memòria, lliurada per Magmanet, una xarxa de grups de recerca europeus. A l'estat espanyol són destacables les contribucions a l'estudi del paramagnetisme del físic Blas Cabrera (1878-1945) a principis del segle xx.